# Röhrencomputer

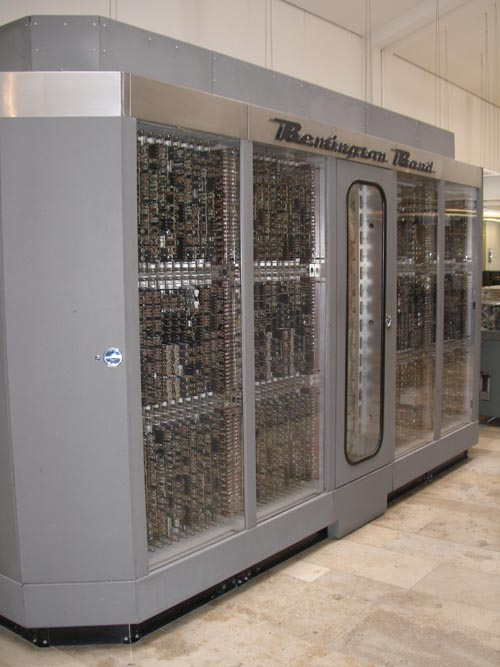
Univac I im Deutschen Museum in München

Röhrencomputer (auch bezeichnet als Röhrenrechner, Elektronenrechner oder veraltet als Elektronenhirn oder  Elektronengehirn) auch als Computer der ersten Generation bezeichnet, wurden von den 1940er bis Anfang der 1960er Jahre gebaut und bestehen bei den zentralen Schaltelementen aus Elektronenröhren. Als bekannteste Röhrenrechner gelten der ENIAC (USA) und der Colossus (Großbritannien). Für Deutschland relevant waren insbesondere der Zuse Z22, die PERM sowie der D1 und der D2 aus der DDR.
Charakteristisch für diesen historischen Computertyp waren im Vergleich zu den folgenden Rechneranlagen große Ausmaße von einigen Metern bis zu einigen 10 m, ein hoher Leistungsbedarf im Bereich von einigen 10 kW aufwärts und eine latente Störanfälligkeit, die wiederum einen hohen Wartungsaufwand erforderte. Röhrenrechner stellen den Übergang zwischen den Analogrechnern zu den auf Halbleitertechnik basierenden effizienteren Minirechnern dar.